# Mihail Aslan
Mihail Aslan (1857. – 1936.) je bio rumunjski general i vojni zapovjednik. 
Rođen je u 10. listopada 1857. u Onestiju. Sudjelovao je u Rusko-turskom ratu u kojem je Rumunjska izborila svoju nezavisnost. Godine 1913. s činom brigadnog generala sudjeluje u Drugom balkanskom ratu. Prije Prvog svjetskog rata promaknut je u čin divizijskog generala.
Nakon ulaska Rumunjske u rat na strani Antante imenovan je zapovjednikom 3. armije. Treća armija sastojala se od VI. i VII. korpusa, te je bila zadužena za obranu južne rumunjske granice koja se protezala duž Dunava. Bugarsko-njemačke snage pod zapovjedništvom Augusta von Mackensena započele su 24. kolovoza 1916. ofenzivu nanijevši jedinicama pod Aslanovim zapovjedništvom teške gubitke. Okruživši tvrđavu Turtucaiau koju se nazivalo "rumunjskim Verdunom" započele su napadima na istu, te su navedenu tvrđavu zauzele 6. rujna 1916. godine zarobivši preko 28.000 rumunjskih vojnika. Jedinice pod Aslanovim zapovjedništvom prisiljene su na povlačenje, te su se povukle u središnju Dobrudžu.
Zbog pada Turtucaiae Aslan je 7. rujna 1916. godine smijenjen s mjesta zapovjednika 3. armije. Na mjestu zapovjednika zamijenio ga je Alexandru Averescu, dotadašnji zapovjednik 2. armije. Aslan do kraja rata nije dobio novo zapovjedništvo. Preminuo je 1936. godine.

## Vanjske poveznice
(rum.) Mihail Aslan na stranici Araratonline.com

(rus.) Mihail Aslan na stranici Hrono.ru
| Prethodnik: | Zapovjednik 3. armije Mihail Aslan | Nasljednik:        |
| nitko       | Zapovjednik 3. armije Mihail Aslan | Alexandru Averescu |